# Saghatoleslam
Saghatoleslam auch Saghat-ol-islam (persisch ثقت الاسلام, ‚Vertrauter des Islam‘; arabisch ثقة الإسلام Thiqat al-Islām, DMG ṯiqatu l-islām) ist ein religiöser Titel des schiitischen Islam im Iran.
Voraussetzung zum Tragen des Titels ist der Abschluss einer theologischen Hochschule. Damit sind selbständige Entscheidungen auf religiösem Gebiet erlaubt, jedoch kein Idschtihad, dieser ist in der Neuzeit nur dem Ajatollah vorbehalten ist. Der Titel „Saghatoleslam“, die Vorgängerstufe von Hodschatoleslam, berechtigt zur Ausbildung islamischer Studenten. In der Hierarchie des Theologiestudiums steht der Träger über dem Sänger (vom Märtyrertod), Prediger, Vorbeter und Freitagsprediger.